# Savigny-sur-Ardres

Savigny-sur-Ardres este o comună în departamentul Marne, Franța. În 2009 avea o populație de 262 de locuitori.